# Orthoporus poculifer
Orthoporus poculifer är en mångfotingart som beskrevs av Filippo Silvestri 1897. Orthoporus poculifer ingår i släktet Orthoporus och familjen Spirostreptidae. Inga underarter finns listade i Catalogue of Life.